# Trpčane
Trpčane – wieś w Słowenii, w gminie Ilirska Bistrica. W 2018 roku liczyła 137 mieszkańców.